# Richard Cocks
Richard Cocks (1566 - 1624) était le chef du comptoir commercial de la Compagnie anglaise des Indes orientales à Hirado, Japon, entre 1613 et 1623, de sa création jusqu'à sa fermeture pour faillite.
Pendant son séjour au Japon, il a écrit des journaux intimes très détaillés, rapportant l'histoire du comptoir, la situation du Japon de l'époque et les activités des négociants anglais au Japon, parmi lesquels William Adams, un anglais samouraï, serviteur de Tokugawa Ieyasu.